# Wjatscheslaw Sergejewitsch Karawajew
Wjatscheslaw Sergejewitsch Karawajew (russisch Вячеслав Сергеевич Караваев; * 20. Mai 1995 in Moskau) ist ein russischer Fußballspieler.

## Karriere

### Verein
Karawajew begann seine Karriere bei ZSKA Moskau. Zur Saison 2013/14 rückte er in den Kader der Profis von ZSKA. Sein Debüt in der Premjer-Liga gab er im Dezember 2013, als er am 18. Spieltag jener Saison gegen den FK Rostow in der 74. Minute für Kirill Nababkin eingewechselt wurde. Bis Saisonende kam er zu zwei Einsätzen in der höchsten russischen Spielklasse.
Zur Saison 2014/15 wurde Karawajew nach Tschechien an den FK Dukla Prag verliehen. Für Dukla absolvierte er 29 Spiele in der Synot Liga. Zur Saison 2015/16 wurde er innerhalb Tschechiens an den FK Jablonec weiterverliehen, für den er ebenfalls 29 Spiele in der höchsten tschechischen Spielklasse machte. Zur Saison 2016/17 kehrte er zunächst nach Moskau zurück, ehe er im August 2016 ZSKA schließlich endgültig verließ und nach Tschechien zu Sparta Prag wechselte.
In eineinhalb Jahren bei Sparta kam er zu 30 Ligaeinsätzen. Im Januar 2018 wechselte er in die Niederlande zu Vitesse Arnheim. Für Vitesse absolvierte er in eineinhalb Jahren 49 Spiele in der Eredivisie. Im September 2019 kehrte er nach Russland zurück und schloss sich Zenit St. Petersburg an.

### Nationalmannschaft
Karawajew durchlief von der U-16 bis zur U-19 sämtliche russische Jugendnationalauswahlen. Zwischen März 2014 und Oktober 2016 spielte er 20 Mal für die U-21-Mannschaft. Im September 2019 stand er gegen Schottland erstmals im Kader der A-Nationalmannschaft. Sein Debüt für diese gab er im Oktober 2019 in der EM-Qualifikation gegen Zypern. Zur Fußball-Europameisterschaft 2021 wurde er in den Kader Russlands berufen, kam aber mit diesem nicht über die Gruppenphase hinaus.